# Dracula 5 : L'Héritage du sang
Dracula 5 : L'Héritage du sang est un jeu vidéo d'aventure en pointer-et-cliquer développé par Koalabs et édité par Microïds, sorti en 2013 sur Windows, Mac, iOS et Android.

## Synopsis
Cinquième épisode de la série des Dracula, Dracula 5 - L'Héritage du Sang propose une nouvelle aventure originale de Ellen Cross sur les traces du vampire le plus mystérieux de l'histoire.
Dans cet épisode, Ellen met enfin la main sur une preuve tangible de l'identité de Dracula : un portrait. Dérobé peu de temps après sa découverte, ce portrait va mener l’enquêtrice sur la piste de la mystérieuse confrérie de l'Ombre du Dragon.

## Système de jeu
Jeu de puzzle et d'enquête, résolvez de nombreux puzzles et découvrez de nouvelles preuves pour avancer dans l'histoire de Vlad Tépès. A chaque résolution de puzzles, obtenez de nouveaux objets à stocker dans votre inventaire puis à utiliser dans d'autres séquences pour avancer votre investigation.

## Accueil
- Adventure Gamers : 1,5/5[1]
- Gameblog : 3/10[2]
- Gamezebo : 4/5[3]